# تاريخ الهندسة الإلكترونية
يُعرّف قاموس تشامبرز توينيث سينشري 1972 الإلكترونيات بأنها «العلم والتكنولوجيا لتوصيل الكهرباء في فراغ أو غاز أو أشباه الموصلات والأجهزة القائمة عليها». نشأت الهندسة الإلكترونية كمهنة من التحسينات التكنولوجية في صناعة التلغراف في أواخر القرن التاسع عشر وفي صناعات الراديو والهاتف خلال أوائل القرن العشرين. انجذب الناس إلى الراديو وإلى سحر التقنية التي ألهمها، أولاً في الاستقبال ثم في الإرسال. كان العديد من الذين اتجهوا إلى مجال البث في العشرينيات من القرن الماضي «هواة» في الفترة التي سبقت الحرب العالمية الأولى. تولّد التخصص الحديث في الهندسة الإلكترونية إلى حد كبير من تطوير معدات الهاتف والإذاعة والتلفزيون والكمية الكبيرة من تطوير الأنظمة الإلكترونية خلال الحرب العالمية الثانية من الرادار والسونار وأنظمة الاتصالات والذخائر المتقدمة وأنظمة الأسلحة. في سنوات ما بين الحربين العالميتين، كان الموضوع يعرف باسم هندسة الراديو. بدأ استخدام الكلمة الإلكترونية في الأربعينيات من القرن العشرين. وفي أواخر الخمسينيات ظهر مصطلح الهندسة الإلكترونية. بدأت المختبرات الإلكترونية (مختبرات بيل على سبيل المثال) التي أنشأتها ودعمتها الشركات الكبرى في صناعات أجهزة الراديو والتلفزيون والهاتف، في إطلاق سلسلة من التطورات الإلكترونية. حدثت ثورة في صناعة الإلكترونيات من خلال اختراعات أول ترانزستور في عام 1948، وشريحة الدارات المتكاملة في عام 1959، وموسفت السيليكون (ترانزستور تأثير أشباه الموصلات في مجال تأثير الحقل) في عام 1959. في المملكة المتحدة، أصبح موضوع الهندسة الإلكترونية منفصلًا عن الهندسة الكهربائية كموضوع على مستوى الجامعة نحو عام 1960 (قبل هذا الوقت، كان على طلاب الإلكترونيات والمواد ذات الصلة مثل الراديو والاتصالات التسجيل في قسم الهندسة الكهربائية بالجامعة باعتبار عدم وجود جامعة بها أقسام للإلكترونيات، وكانت الهندسة الكهربائية هي أقرب موضوع يمكن مواءمة الهندسة الإلكترونية معه، على الرغم من أن أوجه التشابه في المواد المشمولة (باستثناء الرياضيات والكهرومغناطيسية) اقتصرت فقط على السنة الأولى من الدورات الدراسية على مدى ثلاث سنوات). سهّلت الهندسة الإلكترونية (حتى قبل حصولها على اسمها) تطوير العديد من التقنيات بما في ذلك التلغراف اللاسلكي والراديو والتلفزيون والرادار وأجهزة الكمبيوتر والمعالجات الدقيقة.

## التلغراف اللاسلكي والراديو
اختُرعت بعض الأجهزة التي من شأنها تمكين التلغراف اللاسلكي قبل عام 1900. وشمل هذا أجهزة الإرسال: فجوة الشرارة وجهاز التماسك مع الشروحات المبكرة والنتائج المنشورة من قبل ديفيد إدوارد هيوز (1880) وهينريش رودولف هيرتز (1887 إلى 1890) وإضافات أخرى إلى الميدان من قبل إدوارد برانلي ونيكولا تيسلا وأوليفر لودج وجاجاديش تشاندرا بوس وفرديناند براون. في عام 1896، واصل غولييلمو ماركوني تطوير أول نظام اتصال قائم على الموجات اللاسلكية العملية والمستخدمة على نطاق واسع. جرى التحقيق في اتصال الموجات الملليمترية بواسطة جاجاديش تشاندرا بوس خلال 1894-1896، وذلك عندما وصل إلى تردد مرتفع للغاية بلغ 60 غيغاهرتز في تجاربه. قدم أيضًا استخدام تقاطعات أشباه الموصلات للكشف عن موجات الراديو عندما حصل على براءة اختراع للكشف عن البلورات اللاسلكية في عام 1901.
في عام 1904، ابتكر جون أمبروز فليمنج، أول أستاذ للهندسة الكهربائية في جامعة لندن كوليدج، أول صمام مفرغ؛ الديود. ثم، في عام 1906، طور روبرت فون ليبين ولي دي فورست الصمام مكبر الصوت بشكل مستقل تحت اسم الصمام الثلاثي. غالبًا ما تُعدّ الإلكترونيات قد بدأت عند اختراع الصمام الثلاثي. في غضون 10 سنوات استُخدم الجهاز في أجهزة الإرسال والاستقبال اللاسلكية وكذلك أنظمة المكالمات الهاتفية لمسافات طويلة.
جعل اختراع مكبر الصوت (الصمام الثلاثي) والمولد والمقوّم الاتصالات الصوتية عن طريق الراديو عملية. (استخدمت عمليات نقل ريجنالد فيسيندين لعام 1906 مولدًا كهربائيًا ميكانيكيًا). في عام 1912، اخترع إدوين هوارد آرمسترونغ أيضًا مستقبل الراديو فائق التباين ويمكن اعتباره أبًا للإذاعة الحديثة.
بُثَّ أول برنامج إخباري إذاعي معروف في 31 أغسطس 1920 بواسطة محطة 8 إم كيه، السلف غير المرخص لـ دبليو دبليو جي (آه إم) في ديترويت، ميشيغان. بدأ البث اللاسلكي المنتظم للترفيه في عام 1922 من مركز أبحاث ماركوني في ريتل بالقرب من تشيلمسفورد، إنجلترا. كانت تعرف باسم المحطة 2 إم تي ولاحقًا 2 إل أوه، تبث من ستراند، لندن.
بينما استخدمت بعض أجهزة الراديو المبكرة نوعًا من التضخيم من خلال التيار الكهربائي أو البطارية، خلال منتصف العشرينيات من القرن العشرين كان أكثر أنواع أجهزة الاستقبال شيوعًا هو المجموعة البلورية. في العشرينيات من القرن العشرين، أحدثت الصمامات المفرغة المضخمة ثورة في أجهزة الاستقبال والإرسال اللاسلكية.
بقيت الصمامات المفرغة جهاز التضخيم المفضل لمدة 40 عامًا، إلى أن ابتكر الباحثون العاملون لصالح ويليام شوكلي في مختبرات بيل الترانزستور في عام 1947. في السنوات التالية، صُنعت أجهزة راديو محمولة صغيرة من الترانزستورات، ما أمكن الحصول على أجهزة حاسوب مركزية أكثر قوة. كانت الترانزستورات أصغر حجمًا وتطلبت فولتية أقل من الصمامات المفرغة للعمل.
قبل اختراع الدارة المتكاملة في عام 1959، جرى تصنيع الدارات الإلكترونية من مكونات منفصلة يمكن معالجتها يدوياً. استهلكت هذه الدارات غير المدمجة مساحة كبيرة وقوة، وكانت عرضة للفشل وكانت محدودة السرعة رغم أنها بقيت شائعة في التطبيقات البسيطة. على النقيض من ذلك، امتلأت الدارات المتكاملة بعدد كبير -بالملايين- من المكونات الكهربائية الصغيرة، خاصة الترانزستورات، في شريحة صغيرة بحجم العملة المعدنية.

## التلفاز
في عام 1927، قدم فيلو فارنزوورث أول شرح عام للتلفزيون الإلكتروني البحت. خلال ثلاثينيات القرن العشرين، بدأت عدة بلدان في البث، وبعد الحرب العالمية الثانية امتدت إلى ملايين أجهزة الاستقبال، في جميع أنحاء العالم. منذ ذلك الحين، وُجدت الإلكترونيات بالكامل في أجهزة التلفزيون.
تطورت أجهزة التلفزيون وشاشات الفيديو الحديثة من تقنية أنبوب الإلكترون المضخم لاستخدام أجهزة أكثر إحكامًا، مثل شاشات البلازما وشاشات العرض البلوري السائل. بالإضافة إلى الأجهزة ذات الطاقة المنخفضة مثل شاشات عرض الصمام الثنائي العضوي الباعث للضوء، والتي من المرجح أن تحل محل شاشات الكريستال السائل وتقنيات البلازما.

## الرادار وراديو الموقع
خلال الحرب العالمية الثانية، بُذلت الكثير من الجهود في مجال المواقع الإلكترونية لأهداف العدو والطائرات. وشملت هذه التوجيهات شعاع الراديو من قاذفات القنابل، وتدابير مضادة إلكترونية، وأنظمة الرادار في وقت مبكر وغيرها. خلال هذا الوقت، بُذلت جهود قليلة جدًا في مجال تطوير الإلكترونيات الاستهلاكية.

## الترانزستورات والدارات المتكاملة

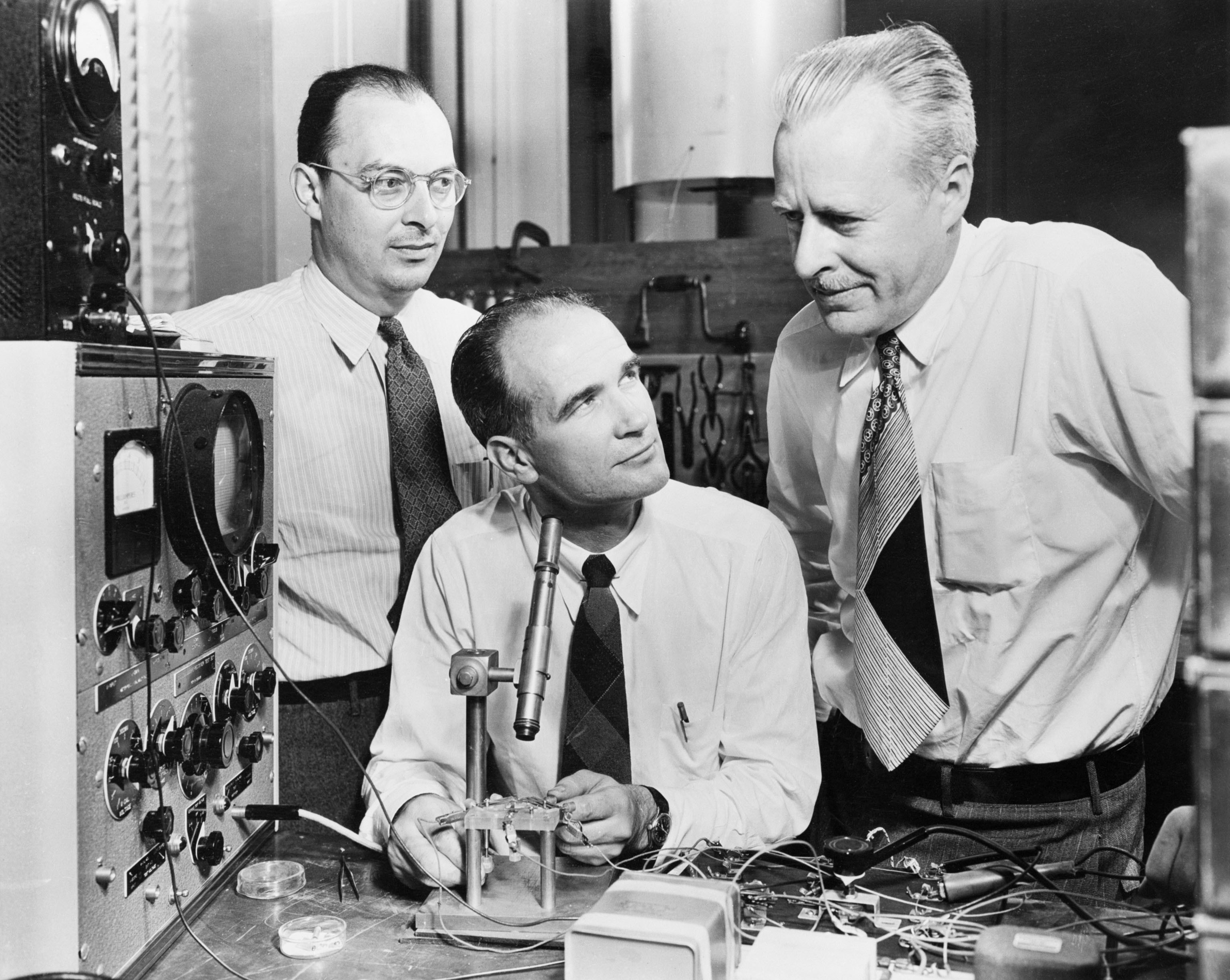
قام جون باردين وويليام شوكلي ووالتر براتين باختراع أول ترانزستور عامل (1947)

كان أول ترانزستور يعمل هو ترانزستور ذو نقطة اتصال اخترعه جون باردين ووالتر هوسر براتين في مختبرات بيل الهاتفية في عام 1947. اخترع ويليام شوكلي بعد ذلك الترانزستور ثنائي القطب في مختبرات بيل الهاتفية في عام 1948. على الرغم من أن ترانزستورات الوصلات المبكرة كانت أجهزة ضخمة نسبيًا يصعب تصنيعها على أساس الإنتاج الشامل، فقد فتحت الباب أمام المزيد من الأجهزة المدمجة.
جرى تطوير عملية التخميل السطحي على أسطح السليكون المستقرة كهربائيًا عن طريق الأكسدة الحرارية، من قبل محمد عطا الله في مختبرات بيل الهاتفية في عام 1957. وأدى ذلك إلى تطوير رقاقة الدارات المتكاملة أحادية الليثية. كانت الدارات المتكاملة الأولى هي الدارة المتكاملة الهجينة التي ابتكرها جاك كيلبي في شركة تكساس إنسترومنتس في عام 1958 ورقاقة الدارات المتكاملة المتجانسة التي ابتكرها روبرت نويس في شركة فيرتشايلد لأشباه الموصلات في عام 1959.
اخترع محمد عطا الله ودون كانغ في مختبرات بيل الهاتفية ترانزستور موسفت عام 1959. كان أول ترانزستور مضغوط يمكن تصغيره وإنتاجه على نطاق واسع لمجموعة واسعة من الاستخدامات. وقد أحدث ثورة في صناعة الإلكترونيات، ليصبح الجهاز الإلكتروني الأكثر استخدامًا في العالم. يعد موسفت العنصر الأساسي في معظم الأجهزة الإلكترونية الحديثة، وكان محوريًا لثورة الإلكترونيات وثورة الإلكترونيات الدقيقة والثورة الرقمية. وبالتالي فالفضل يعود للموسفت في ولادة الإلكترونيات الحديثة، وربما عُدَّ أهم اختراع في مجال الإلكترونيات.
جعل الموسفت من الممكن بناء رقائق الدارات المتكاملة عالية الكثافة. اقترح عطا الله لأول مرة مفهوم رقاقة الدارات المتكاملة (MOS IC) في عام 1960، تلاه كانغ في عام 1961. بُنيت أول رقاقة تجريبية MOS IC جرى تصنيعها بواسطة فريد هايمان وستيفن هوفشتاين في مختبرات آر سي إيه في عام 1962. أدت تقنية موسفت إلى قانون مور، ومضاعفة الترانزستورات على رقاقة آي سي كل عامين، وهو ما به غوردون مور في عام 1965. جرى تطوير تقنية بوابة السيليكون موسفت بواسطة فيدريكو فاجين في مختبرات فيرتشايلد في عام 1968. منذ ذلك الحين، أدى الإنتاج الضخم من ترانزستور موسفت السيليكوني وشرائح الدارات المتكاملة موسفت، بالإضافة إلى تصغير حجم موسفت بوتيرة متسارعة (كما هو متوقع في قانون مور)، إلى تغييرات ثورية في التكنولوجيا والاقتصاد والثقافة والفكر.

## أجهزة الحاسوب
الكمبيوتر جهاز قابل للبرمجة يستقبل البيانات ويخزنها ويتعامل معها، ويوفر الإخراج بتنسيق مفيد.
على الرغم من وجود أمثلة ميكانيكية للحواسيب عبر الكثير من تاريخ البشرية المسجل، إلا أن أول أجهزة الكمبيوتر الإلكترونية جرى تطويرها في منتصف القرن العشرين (1940-1945). كان حجم هذه الغرفة الكبيرة يستهلك الكثير من الطاقة مثل عدة مئات من أجهزة الكمبيوتر الشخصية الحديثة. تعد الحواسيب الحديثة القائمة على دارات متكاملة أكثر من ملايين إلى مليارات المرات من الأجهزة القديمة، وتشغل جزءًا صغيرًا من المساحة. تكون أجهزة الكمبيوتر البسيطة صغيرة بما يكفي لتناسب أجهزة الجيب الصغيرة، ويمكن تشغيلها بواسطة بطارية صغيرة. تعد الحواسب الشخصية بأشكالها المختلفة أيقونات لعصر المعلومات وهي ما يعتبره معظم الناس «أجهزة كمبيوتر». ومع ذلك، تُعد أجهزة الكمبيوتر المدمجة الموجودة في العديد من الأجهزة من مشغلات MP3 إلى الطائرات المقاتلة ومن الألعاب إلى الروبوتات الصناعية الأكثر عددًا.
تجعل القدرة على التخزين وتنفيذ قوائم التعليمات التي تسمى البرامج من أجهزة الكمبيوتر متعددة الاستخدامات للغاية، وتميزها عن الآلات الحاسبة. تُعد أطروحة تشيرش - تورينج هي عبارة بيانًا رياضيًا لهذا التنوع: أي كمبيوتر لديه قدرة دنيا معينة، من حيث المبدأ، قادر على أداء نفس المهام التي يمكن أن يقوم بها أي كمبيوتر آخر. لذلك، فإن أجهزة الكمبيوتر التي تتراوح من جهاز الجيب إلى الحاسوب العملاق كلها قادرة على أداء المهام الحسابية نفسها، بالنظر إلى ما يكفي من الوقت وسعة التخزين.

## المعالجات الدقيقة

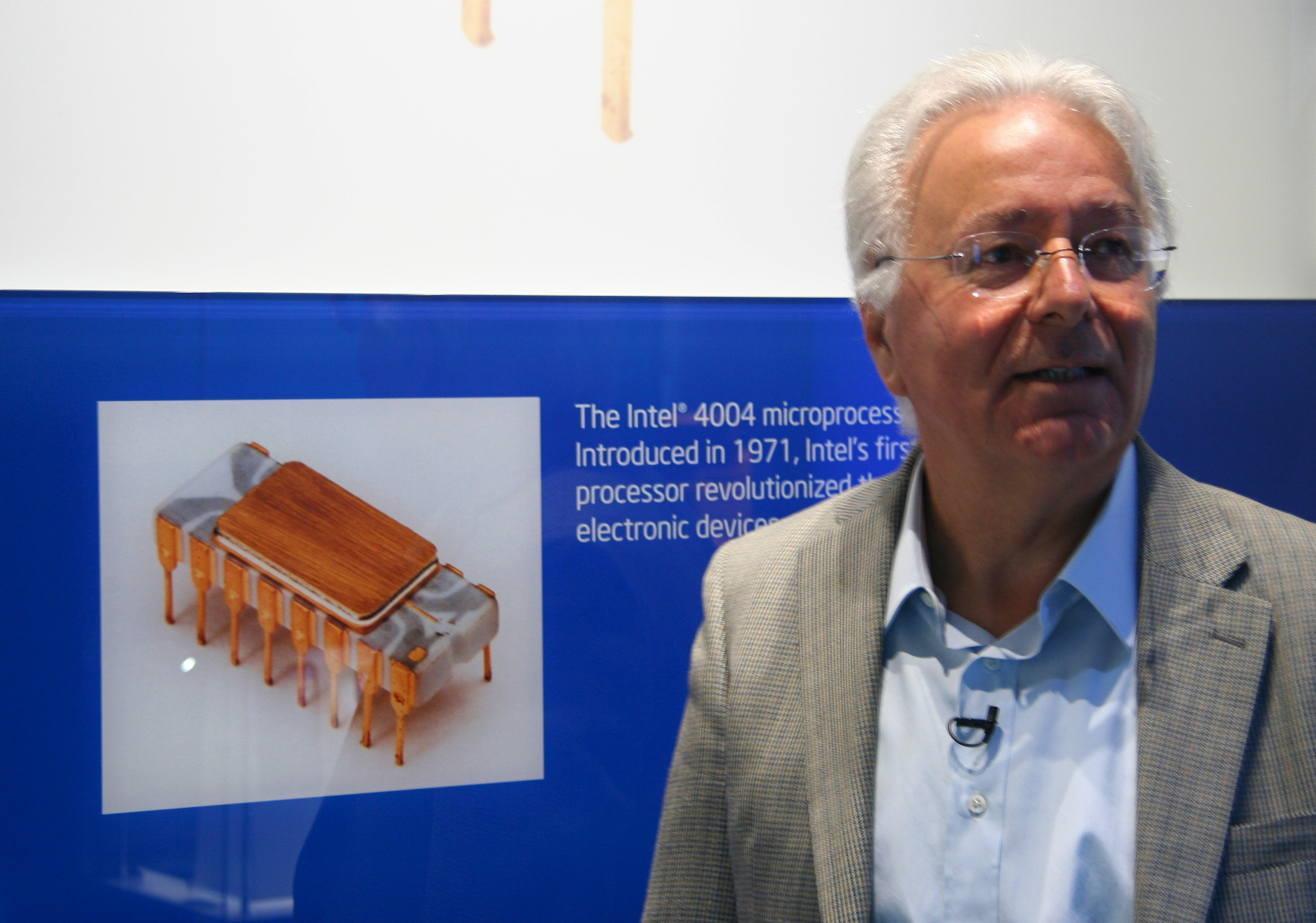
دور فيديريكو فاجين في تصميم معالج Intel 4004: ثورة في مجال الهندسة الإلكترونية والحوسبة

يمكن إرجاع أصول المعالج الصغري إلى اختراع موسفت (ترانزستور تأثير مجال أشباه الموصلات - تأثير الحقل)، المعروف أيضًا باسم الترانزستور موس الذي اخترعه محمد عطا الله ودون كانغ في مختبرات بيل في عام 1959، وقد ظهرت لأول مرة في عام 1960. في نفس العام، اقترح عطا الله مفهوم الدارة المتكاملة موسفت، والتي كانت رقاقة دارة متكاملة مصنعة من ترانزستورات موسفت. وبحلول عام 1964، وصلت رقائق الموسفت إلى أعلى كثافة ترانزستور وأقل تكاليف تصنيع مقارنة بالرقائق ثنائية القطب. ازدادت رقائق الموسفت تعقيدًا بمعدل تنبأ به قانون مور، ما أدى إلى تكامل واسع النطاق (LSI) مع مئات الترانزستورات على شريحة موسفت واحدة بحلول أواخر الستينيات. كان تطبيق رقائق الموسفت للدارات المتكاملة على الحوسبة أساسًا للمعالجات الصغرية الأولى، إذ بدأ المهندسون في إدراك أنه يمكن احتواء معالج كمبيوتر متكامل على شريحة موسفت واحدة.
جرى تطوير أول معالجات دقيقة متعددة الشرائح، أنظمة AL1 رباعية الطور في عام 1969 وأنظمة Garrett AiResearch MP944 في عام 1970، وذلك باستخدام رقائق موسفت للدارات المتكاملة متعددة. كان أول معالج دقيق أحادي الشريحة إنتل 4004، الذي جرى إصداره على شريحة موسفت واحدة في عام 1971. جرى تصميم المعالج الدقيق أحادي الشريحة في عام 1969 بواسطة ماريسان هوف. كان مفهومه جزءًا من طلب من شركة بوزيكوم اليابانية للحصول على آلة حاسبة إلكترونية قابلة للبرمجة على سطح المكتب، والتي أراد هوف أن يبنيها بأقل تكلفة ممكنة. كان أول إدراك للمعالج الدقيق أحادي الشريحة في معالج إنتل 4004، وهو معالج 4 بت أُصدر على شريحة موسفت واحدة في عام 1971. وجرى تطويره بواسطة فيدريكو فاجين باستخدام تقنية موسفت الخاصة ببوابة السيليكون، مهندسي إنتل؛ هوف وستان مازور، والمهندس بوسيكوم ماساتوشي شيما. فتح هذا الباب أمام تطور الكمبيوتر الشخصي. في عام 1973، أتاح معالج إنتل 8080، وهو معالج من 8 بتات، تصنيع أول جهاز كمبيوتر شخصي، ألتير 8800. أُعلن عن أول جهاز كمبيوتر لعامة الناس على غلاف عدد شهر يناير لعام 1975 من مجلة الإلكترونيات العامة.
يتخصص العديد من مهندسي الإلكترونيات اليوم في تطوير برامج الأنظمة الإلكترونية القائمة على المعالجات الدقيقة، والمعروفة باسم الأنظمة المدمجة. ظهرت التخصصات المختلطة مثل هندسة الحاسوب بسبب المعرفة التفصيلية بالأجهزة اللازمة للعمل على مثل هذه الأنظمة. لا يقوم مهندسو البرمجيات عادةً بدراسة المعالجات الدقيقة بنفس مستوى مهندسي الكمبيوتر والإلكترونيات. يشار إلى المهندسين الذين يضطلعون حصريًا بدور برمجة الأنظمة المدمجة أو المعالجات الدقيقة باسم «مهندسو الأنظمة المدمجة» أو «مهندسو البرامج الثابتة».